# Enrico Dindo
Enrico Dindo (Torino, 16 marzo 1965) è un violoncellista e direttore d'orchestra italiano.

## Biografia
Nato in una famiglia di musicisti, a sei anni comincia a studiare il violoncello e si diploma presso il Conservatorio Giuseppe Verdi (Torino).
A 22 anni ricopre il ruolo di primo violoncello solista nell'Orchestra del Teatro alla Scala di Milano, ruolo che manterrà fino al 1998.
Dopo l'attività di perfezionamento con Antonio Janigro inizia l'attività di solista grazie all'assegnazione, nel 1997, del Primo Premio al Concorso Mstislav Rostropovich di Parigi, si esibisce in molti Paesi e con orchestre prestigiose.
Nel 2004 alla Scala suona con la Filarmonica della Scala in un concerto trasmesso da Retequattro e Rest di Luca Francesconi (compositore) con l'Orchestra sinfonica nazionale della RAI diretta da Roberto Abbado. Nel 2011 alla Scala esegue il Concerto per violoncello e orchestra (Schumann) con la Filarmonica della Scala e dirige in concerto I Solisti di Pavia. Nel 2012 è stato nominato Accademico di Santa Cecilia. Nel 2014 esegue le Suite per violoncello solo di Johann Sebastian Bach al Conservatorio Giuseppe Verdi di Milano.
È direttore musicale dell'ensemble cameristico "I Solisti di Pavia", nato grazie a lui nel dicembre 2001, e dell'HRT Symphony Orchestra di Zagabria, docente della cattedra di violoncello presso il Conservatorio della Svizzera Italiana di Lugano, la Pavia Cello Academy, l'Accademia Tibor Varga di Sion ed ai Corsi estivi del Garda Lake International Music Master.
Il violoncello usato da Dindo è un Pietro Giacomo Rogeri (ex Piatti) del 1717 della Fondazione Pro Canale.

## Discografia
- Bach, Suites vlc. n. 1-6 - Dindo, 2010 Decca
- Bach, C.P.E. - Conc. vlc. Wq. 170-172 - Dindo/I Solisti di Pavia, 2012 Decca
- Beethoven: Complete Works for Cello and Piano - Enrico Dindo/Pietro De Maria, 2005 Decca
- Haydn, Conc. vlc. n. 1-2/Sinf. dei giocattoli - Dindo/I Solisti di Pavia, 2015 Decca
- Kapustin Piazzolla, Conc. vlc. n. 2/Estaciones Porteñas/Gran tango/Oblivion/Ave Maria - Dindo/I Solisti di Pavia, 2013 Decca
- Shostakovich: Cello Concertos Nos. 1 and 2 - Enrico Dindo/Gianandrea Noseda/Danish National Symphony Orchestra, 2012 Chandos
- Vivaldi, Concerti per violoncello R. 401, 404, 412, 413, 416, 424 - Dindo, 2011 Decca
- Vivaldi, Concerti per violoncello R. 399, 400, 403, 406, 410, 419, 422 - Dindo/I Solisti di Pavia, 2016 Decca